# Sten Kristiernsson (Oxenstierna)
Sten Kristiernsson (Oxenstierna), född vid okänd tidpunkt, död någon gång mellan 28 oktober och 11 december 1516, var riddare och svenskt riksråd, son till Kristiern Bengtsson (Oxenstierna) d.ä..

## Biografi
Sten Kristiernsson omnämns första gången i historiska källor 1476 då han redan var myndig. Han dubbades till riddare något av åren 1497 eller 1499, troligast vid kung Hans kröning i Stockholms storkyrka 26 november 1497. Han var häradshövding i Vendel 1500–1513, möjligen längre, och titulerades 1501 riksråd. Därefter är han flera gånger åren 1502–1516 omnämnd som hövitsman på Nyköpingshus.
Sten Kristiernsson var en av riksföreståndaren Sten Sture den äldres närmaste män från och med början av 1490-talet och fungerade ofta som dennes personlige budbärare och verkställare av många våldsaktioner mot kung Hans män. Bland annat tillfångatog han sommaren 1501 upplandslagmannen Knut Eskilsson (Banér) och i en annan aktion samma år en av kungens fogdar, varvid flera dödsoffer krävdes. När Sten efter Stockholms kapitulation inte tillät drottningen att lämna landet var måttet rågat. Kung Hans skrev till påven och lyckades 1504 få Sten Kristiernsson bannlyst. Följande år beslagtogs Sten Kristiernssons gods i Danmark av kungen.
Efter Sten Stures död gick Sten Kristiernsson över i Svante Nilssons tjänst och Svante utnämnde honom en tid efter bannlysningen till hövitsman på Kalmar slott. Han lämnade Kalmar 1508 för att delta i Svantes krigståg i Halland och 1510 för att delta i ett anfall mot Blekinge och senare Lolland där de svenska trupperna brände staden Nakskov.
Kort efter detta bröts det mångåriga samarbetet mellan Sten Kristiernsson och Svante Nilsson. Orsaken till konflikten är okänd men Sten lämnade 1511 ett riksrådsmöte i Stockholm utan riksföreståndarens tillstånd. Han reste till Uppland och försökte mobilisera bönderna i Norunda, Tierp och Vendel till ett uppror mot Svante Nilsson. Samtidigt sände han budbärare till Gästrikland i samma ärende. Han beslagtog också all lax vid kronolaxfisket i Älvkarleby och förde den till sin sätesgård Salsta.
Konflikten avbröts av Svante Nilssons död vid årsskiftet 1511–1512 och Sten Kristiernsson fortsatte några år som riksråd under hans son Sten Svantesson. Men 1516 var brytningen mellan dem ett faktum sedan Sten Kristiernsson vägrat hörsamma en kallelse till möte med riksföreståndaren. Sten Svantessons män erövrade och förstörde Salsta 9 augusti. Sten Kristiernsson tillfångatogs i Nyköping 17 augusti och fördes som fånge till Stockholm anklagad för förräderi. I ett brev till ärkebiskopen, daterat den 28 oktober, som blev det sista livstecknet från Sten Kristiernsson medgav han indirekt att han var skyldig genom att anklaga ärkebiskopen och Erik Trolle för att ha lockat över honom på Kristian II:s sida.

## Familj
Sten Kristiernsson gifte sig med:
1. Kristina Eriksdotter (Tott) 19 oktober 1489 på Stockholms slott; hon dog senast 1502.
2. Pernilla Nilsdotter (Sparre av Ellinge) 30 augusti 1503 i Västervik; hon överlevde maken med nästan 40 år.